# Väggtidning
En väggtidning (大字报, pinyin: dàzìbào, ordagrant storteckenstidning) är en form av kommunikation, ofta använt för protester eller propaganda. De har använts i Kina sedan kejsartiden, men framför allt sedan läskunnigheten ökat efter kejsardömets fall 1911. En väggtidning skriven av Nie Yuanzi 1966, där hon kritiserade Pekings universitet för borgerliga tendenser, blev en av de utlösande faktorerna bakom kulturrevolutionen. En av de "fyra rättigheter" som slogs fast i Folkrepubliken Kinas konstitution från 1975 var rätten att skriva väggtidningar.
Wei Jingsheng blev känd genom att i en väggtidning kräva en femte modernisering i form av demokrati.
Den här artikeln är, helt eller delvis, en översättning från bokmålsnorska Wikipedia.